# 亚灌木香青
亚灌木香青（学名：Anaphalis suffruticosa）为菊科香青属的植物，是中国的特有植物。分布于中国大陆的云南等地，生长于海拔1,810米至3,050米的地区，常生于亚高山河谷、低山或山坡草地，目前尚未由人工引种栽培。